# Даріо Кордич
Да́ріо Ко́рдич (босн. і хорв. Dario Kordić; нар. 14 грудня 1960, Сараєво) — один із колишніх провідних політиків хорватської громади Боснії і Герцеговини, голова Хорватської демократичної співдружності у Боснії і Герцеговині (ХДС БіГ) у 1994—1995 роках, віце-президент і член Президії Хорватської співдружності Герцег-Босна, а пізніше Хорватської республіки Герцег-Босна з 1991 до 1996 року та командувач військ ХРО в період з 1992 по 1994 рік. 
Випускник факультету політичних наук Сараєвського університету. Працював журналістом, а з 1985 році — на підприємстві у Бусовачі, де проживала його сім'я. Політичну кар'єру розпочав у вересні 1990 року, коли став секретарем, а в 1991 році і головою місцевого осередку ХДС. Восени того ж року очолив Травницьке крайове відділення ХДС, а 18 листопада 1991 року обраний одним із заступників голови Хорватської співдружності Герцег-Босна, бувши її співзасновником. Одружений, батько трьох дітей. 
6 жовтня 1997 року добровільно здався Гаазькому трибуналові, який засудив його на 25 років позбавлення волі за воєнні злочини, скоєні проти мусульманського населення Боснії і Герцеговини під час боснійсько-хорватського військового конфлікту. Дістав найвищу коли-небудь застосовану до політичних діячів Боснії і Герцеговини міру покарання. Поніс політичну відповідальність за злочини, хоча й не мав формальних повноважень на оперативне командування військовими підрозділами ХРО. У його випадку було застосовано так звану «командну відповідальність».
Випущений у червні 2014 року після відбуття двох третин строку покарання.